# NGC 692
NGC 692 é uma galáxia espiral barrada (SBbc) localizada na direcção da constelação de Phoenix. Possui uma declinação de -48° 38' 53" e uma ascensão recta de 1 horas, 48 minutos e 42,2 segundos.
A galáxia NGC 692 foi descoberta em 2 de Outubro de 1834 por John Herschel.